# Antoni II della Scala
Antoni II della Scala fou senyor de Verona al morir el seu pare Guillem della Scala el 28 d'abril de 1404, juntament amb son germà Brunoro della Scala. Fou deposat per Francesco da Carrara, senyor de Pàdua el maig del mateix any i se n'anà a l'exili. Fou assassinat el maig del 1412.